# بغازکوی (ساری‌یاخچی)
بغازکوی (به ترکی استانبولی: Boğazköy) یک منطقهٔ مسکونی در ترکیه است که در ساری‌یاخچی واقع شده‌است.